# Belgique aux Jeux olympiques d'hiver de 1948
Cet article contient des informations sur la participation et les résultats de la Belgique aux Jeux olympiques d'hiver de 1948 à Saint-Moritz en Suisse. La Belgique était représentée par 11 athlètes.
La délégation belge aux Jeux olympiques d'hiver de 1948 a récolté en tout 2 médailles : 1 d'or et 1 d'argent. Elle a terminé au 9e rang du classement des médailles.

## Médaillés
| Médaille                           | Nom                                                           | Sport               | Compétition         |
| ---------------------------------- | ------------------------------------------------------------- | ------------------- | ------------------- |
| Médaille d'or, Jeux olympiques     | Micheline Lannoy Pierre Baugniet                              | Patinage artistique | Couples             |
| Médaille d'argent, Jeux olympiques | Max Houben Freddy Mansveld Louis-Georges Niels Jacques Mouvet | Bobsleigh           | Bob à quatre hommes |

## Résultats

### Bobsleigh
| Bob   | Athlètes                          | Épreuve           | Manche 1     | Manche 1 | Manche 2     | Manche 2 | Manche 3     | Manche 3 | Manche 4     | Manche 4 | Total        | Total |
| Bob   | Athlètes                          | Épreuve           | Temps        | Rang     | Temps        | Rang     | Temps        | Rang     | Temps        | Rang     | Temps        | Rang  |
| ----- | --------------------------------- | ----------------- | ------------ | -------- | ------------ | -------- | ------------ | -------- | ------------ | -------- | ------------ | ----- |
| BEL-1 | Max Houben Jacques Mouvet         | Bob à deux hommes | 1 min 24 s 4 | 3        | 1 min 24 s 4 | 4        | 1 min 24 s 5 | 10       | 1 min 24 s 2 | 6        | 5 min 37 s 5 | 4     |
| BEL-2 | Marcel Leclef Louis-Georges Niels | Bob à deux hommes | 1 min 26 s 8 | 12       | 1 min 24 s 9 | 7        | 1 min 23 s 6 | 4        | 1 min 24 s 5 | 9        | 5 min 39 s 8 | 10    |

| Bob   | Athlètes                                                      | Épreuve             | Manche 1     | Manche 1 | Manche 2     | Manche 2 | Manche 3     | Manche 3 | Manche 4     | Manche 4 | Total        | Total                              |
| Bob   | Athlètes                                                      | Épreuve             | Temps        | Rang     | Temps        | Rang     | Temps        | Rang     | Temps        | Rang     | Temps        | Rang                               |
| ----- | ------------------------------------------------------------- | ------------------- | ------------ | -------- | ------------ | -------- | ------------ | -------- | ------------ | -------- | ------------ | ---------------------------------- |
| BEL-1 | Max Houben Freddy Mansveld Louis-Georges Niels Jacques Mouvet | Bob à quatre hommes | 1 min 17 s 3 | 3        | 1 min 20 s 9 | 6        | 1 min 22 s 0 | 5        | 1 min 21 s 1 | 1        | 5 min 21 s 3 | Médaille d'argent, Jeux olympiques |

### Patinage artistique

#### Hommes
| Athlète         | Figures imposées | Programme libre | Points  | Classements | Rang final |
| --------------- | ---------------- | --------------- | ------- | ----------- | ---------- |
| Fernand Leemans | 11               | 14              | 157.822 | 104         | 11         |

#### Couples
| Athlètes                         | Points | Classements | Rang final                     |
| -------------------------------- | ------ | ----------- | ------------------------------ |
| Micheline Lannoy Pierre Baugniet | 11.227 | 17.5        | Médaille d'or, Jeux olympiques |

### Patinage de vitesse

#### Hommes
| Épreuve  | Athlète            | Course        | Course |
| Épreuve  | Athlète            | Temps         | Rang   |
| -------- | ------------------ | ------------- | ------ |
| 500 m    | Pierre Huylebroeck | 48 s 3        | 40     |
| 1 500 m  | Pierre Huylebroeck | 2 min 40 s 2  | 45     |
| 5 000 m  | Pierre Huylebroeck | 9 min 20 s 3  | 30     |
| 10 000 m | Pierre Huylebroeck | 19 min 54 s 8 | 12     |

### Ski alpin

#### Hommes
| Athlète          | Épreuve  | Manche 1 | Manche 1 | Manche 2 | Manche 2 | Total        | Total |
| Athlète          | Épreuve  | Temps    | Rang     | Temps    | Rang     | Temps        | Rang  |
| ---------------- | -------- | -------- | -------- | -------- | -------- | ------------ | ----- |
| Philippe d'Ursel | Descente |          |          |          |          | 3 min 51 s 0 | 70    |
| Michel Feron     | Descente |          |          |          |          | 3 min 34 s 3 | 50    |

#### Combiné hommes
| Athlète          | Slalom       | Slalom       | Slalom | Total  | Total |
| Athlète          | Temps 1      | Temps 2      | Rang   | Points | Rang  |
| ---------------- | ------------ | ------------ | ------ | ------ | ----- |
| Michel Feron     | 1 min 43 s 0 | 1 min 27 s 8 | 54     | 46.52  | 42    |
| Philippe d'Ursel | 1 min 31 s 4 | 1 min 15 s 8 | 34     | 45.14  | 39    |